# Arhitektura u 1431.
◄◄ | ◄ | 1428. | 1429. | 1430. | 1431.  | 1432. | 1433. | 1434. | ► | ►►
Arhitektura • Astronomija • Glazba • Knjige • Književnost • Kršćanstvo • Medicina • Pravo • Promet • Slikarstvo • Znanost
Arhitektura u 1431.

## Hrvatska i u Hrvata

### Zgrade i druge građevine
- Započeta gradnja Katedrale sv. Jakova u Šibeniku

## Vanjske poveznice
|  | Zajednički poslužitelj ima još gradiva o temi Arhitektura u 1430-im |